# Diocesi di Zernico
La diocesi di Zernico (in latino Dioecesis Tzernicensis) è una sede soppressa e sede titolare della Chiesa cattolica.

## Storia
Zernico, forse corrispondente al villaggio di Čerminik nei pressi di Elbasan in Albania, è un'antica sede vescovile dell'Epiro.
Incerte sono le origini di questa diocesi, che appare per la prima volta nella decisione di Basilio II del marzo 1020, con la quale l'imperatore definiva ulteriormente l'estensione e la giurisdizione dell'arcidiocesi di Acrida, di cui Zernico diventava una delle suffraganee. La provincia ecclesiastica di Acrida fu in questa occasione sottomessa al patriarcato di Costantinopoli e ne seguì la sorte con l'insorgere del cosiddetto scisma d'Oriente nel 1054. Nel secolo successivo, Zernico non appare più tra le suffraganee di Acrida, ma dell'arcidiocesi di Durazzo, a cui, forse, originariamente era appartenuta. Non sono noti vescovi di questa sede.
Dal 1933 Zernico è annoverata tra le sedi vescovili titolari della Chiesa cattolica; dal 10 luglio 2025 il vescovo titolare è Mariusz Tomasz Dmyterko, vescovo ausiliare di Breslavia-Koszalin.

## Cronotassi dei vescovi titolari
- Michael Rusnak, C.SS.R. † (25 agosto 1964 - 13 ottobre 1980 nominato eparca dei Santi Cirillo e Metodio di Toronto)
- Jožef Smej † (15 aprile 1983 - 21 novembre 2020 deceduto)
- Mariusz Tomasz Dmyterko, dal 10 luglio 2025